# Кинаэд мак Конайнг
Кинаэд мак Конайнг (др.‑ирл. Cináed mac Conaing; казнён в 851) — король Наута (Северной Бреги) и всей Бреги (849—851) из рода Сил Аэдо Слане.

## Биография
Кинаэд был одним из сыновей правителя Наута и короля всей Бреги Конайнга мак Флайнна, скончавшегося с 849 году. Он принадлежал к Уи Хонайнг, одной из двух основных ветвей рода Сил Аэдо Слане.
Кинаэд мак Конайнг унаследовал престол Наута после смерти своего отца. Одновременно он получил и титул короля всей Бреги. Первоначально семейные владения Уи Хонайнг располагались к северу от реки Лиффи, однако к первой половине IX века территория Северной Бреги была расширена за счёт завоевания земель кианнахтов, лежавших к югу от Бойна. Резиденция правителей Наута находилось на территории одноимённого древнеирландского кургана.

Ирландия в середине IX — начале XI века

В середине IX века наиболее влиятельным ирландским правителем был верховный король Ирландии Маэлсехнайлл мак Маэл Руанайд из рода Кланн Холмайн, правивший королевством Миде. Короли Наута (Северной Бреги), Лагора (Южной Бреги) и Миде принадлежали к так называемым Южным Уи Нейллам. Эти правители вели между собой постоянную борьбу за гегемонию над центральными и восточными областями Ирландии, где находились их владения.
По свидетельству ирландских анналов, в 849 году Маэлсехнайлл мак Маэл Руанайд заключил направленный против викингов союз с правителем Лагора Тигернахом мак Фокартаем, и вместе с ним захватил и разграбил Дублин, а затем осадил Круфайт на реке Бойн.
Недовольный тем, что верховный король отдал предпочтение его сопернику, Кинаэд мак Конайнг в 850 году поднял мятеж, заключил союз с дублинскими викингами и напал на владения Маэлсехнайлла и Тигернаха. Он разорил земли Миде от реки Шаннон до восточного побережья Ирландии, затем захватил и сравнял с землёй королевскую резиденцию правителя Лагора на озере Лох-Габор, а в селении Тревет сжёг ораторий вместе со всеми укрывшимися там людьми. «Анналы Ульстера» сообщают о семидесяти погибших, однако «Хроника скоттов» свидетельствует, что в Тревете по приказу Кинаэда были заживо сожжены двести семьдесят человек, и ещё шестьдесят погибли при пожаре в церкви Нуарраха.
Отомстить Кинаэду мак Конайнгу его враги смогли только в 851 году. По свидетельству «Фрагментарных анналов Ирландии», Маэлсехнайлл мак Маэл Руанайд и Тигернах мак Фокартай пригласили короля Наута на переговоры, якобы, для примирения и заключения с ним союза против викингов. Получив гарантии своей безопасности от представителей духовенства, Кинаэд прибыл к месту встречи. Однако здесь он был схвачен и по повелению Маэлсехнайлла, несмотря на заступничество ирландской знати и аббата Армы, утоплен в «грязном ручье». Король Наута стал первым ирландским правителем, казнённым путём заимствованного Маэлсехнайллом у викингов утопления. Несмотря на деяния Кинаэда, приведшие к его гибели, анналы более осуждают Маэлсехнайлла, обвиняя верховного короля в игнорировании им заступничества за короля Северной Бреги ирландского духовенства.
Преемником Кинаэда мак Конайнга на престоле Наута стал его брат Фланн. По свидетельству саги, сохранившейся в составе «Фрагментарных анналов Ирландии», дочь некоего Кинаэда была супругой вождя викингов Анлава Конунга. Некоторые историки предполагают, что она могла быть дочерью короля Бреги, но другие считают её дочерью одноимённого правителя Королевства пиктов и скоттов.